# Oxytropis potaninii
Oxytropis potaninii là một loài thực vật có hoa trong họ Đậu. Loài này được Palib. miêu tả khoa học đầu tiên.